# Horace Kallen
Horace M Kallen, född 1882 i Bierutów, död 1974; judisk-amerikansk sociolog och grundläggare av kulturpluralismen, bland vars idémässiga avläggare finns mångkulturalismen. Professor vid New School for Social Research i New York City.